# Камбуджадеша

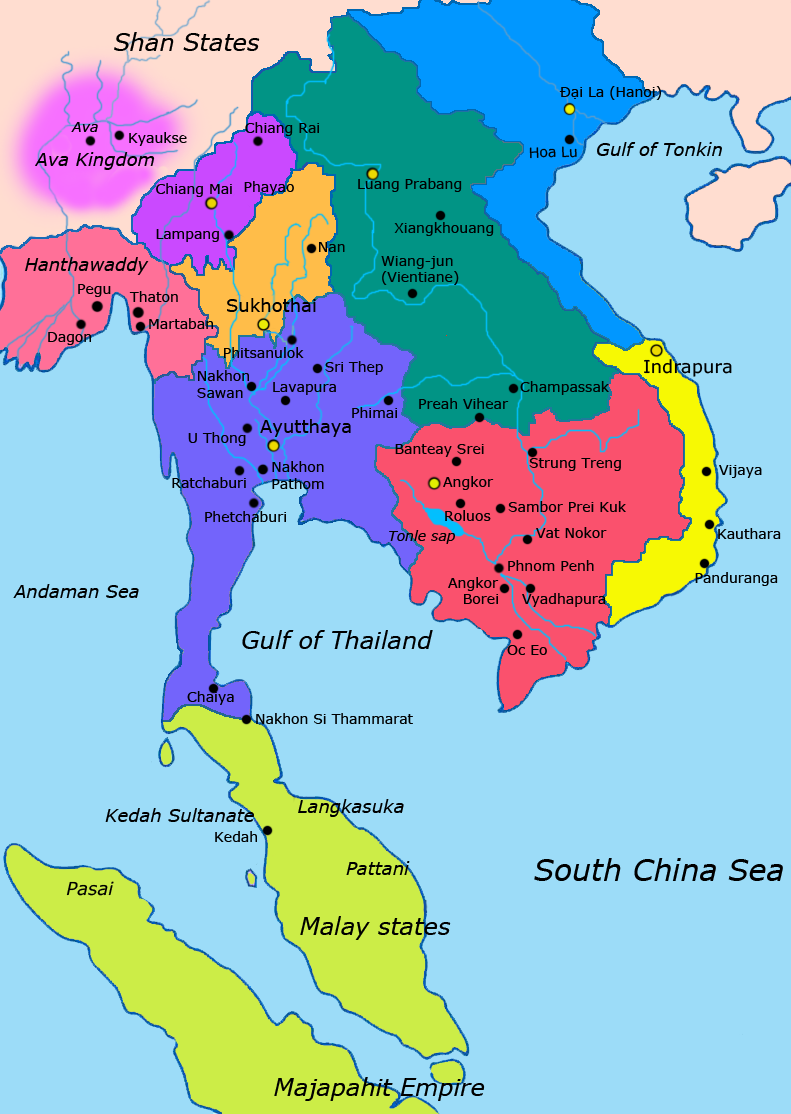
Юго-Восточная Азия в 1400 году
Темно-зелёный: Лансанг
Пурпурный: Ланна
Оранжевый: Сукхотаи
Фиолетовый: Аютия
Красный: Кхмерская империя
Жёлтый: Тямпа
Голубой: Дай-Вьет

Кхме́рская империя (кхмер. ចក្រភពខ្មែរ тяккапхуп кхмае или អាណាចក្រខ្មែរ анатяк кхмае) или Камбуджадеша (санскр. កម្វុជទេឝ, также применяется термин Ангкорская Камбоджа или Ангкорское королевство) — кхмерское феодальное государство, существовавшее в IX—XIII веках на территории современных Камбоджи, Вьетнама, Таиланда и Лаоса, с центром в Ангкоре.
Его величайшим наследием является Ангкор в современной Камбодже, который был столицей во времена расцвета империи. Величественные памятники Ангкора, такие как Ангкор-Ват и Байон, свидетельствуют об огромной власти и богатстве Кхмерской империи, впечатляющем искусстве и культуре, архитектурной технике, достижениях эстетики и разнообразии систем верований, которые она покровительствовала в течение долгого времени. Спутниковые снимки показали, что Ангкор в период своего расцвета в XI—XIII веках был крупнейшим доиндустриальным городским центром в мире.

## История
Наивысшего расцвета достигло в XII веке. В этот период империя включала современные территории Вьетнама, Камбоджи, Таиланда и Лаоса.
Государство образовалось в результате разложения родоплеменных отношений у кхмерских племён, населявших внутреннюю часть Индокитая. Объединению разрозненных кхмерских княжеств способствовало благоприятное расположение Ангкора с точки зрения развития сельского хозяйства и защиты от внешних врагов. Некоторую роль в формировании государственных структур сыграло также распространявшееся из приморских районов вглубь полуострова влияние индийской цивилизации.
Основателем династии царей Камбуджадеши официально считается Джаяварман II (802—850), однако фактически объединение страны произошло при Индравармане I (877—889) и Яшовармане I (889—900). В XI—XII столетиях страна достигает наибольшего расцвета и становится одним из наиболее могущественных государств Юго-Восточной Азии. Цари Сурьяварман I (1002—1050) и Удаядитьяварман II (1050—1066) построили крупную ирригационную сеть, питавшуюся из искусственного озера площадью в 16 км² — Западного Барая.
Преемники Джаявармана II постоянно расширяли территорию Камбоджи. Индраварман I (877—889 гг.) сумел расширить королевство без войн и инициировал обширные строительные проекты, которые были обеспечены богатством, полученным через торговлю и сельское хозяйство. На первом месте были храм Прэах-Ко и ирригационные работы. Между королевством кхмеров и Сайлендрами на Яве должен был происходить обмен путешественниками, если не миссиями, передавая Камбодже не только идеи, но и технические и архитектурные детали.
Сын Раджендравармана II, Джаяварман V, правил с 968 по 1001 год. После того как он утвердился в качестве нового короля над другими принцами, его правление было в основном мирным периодом, отмеченным процветанием и культурным расцветом. Он основал новую столицу немного западнее отцовской и назвал её Джайендранагари; её государственный храм, Та-Кео, находился на юге. При дворе Джаявармана V жили философы, ученые и художники. Были также построены новые храмы: наиболее важными из них являются Бантеайсрей, считающийся одним из самых красивых и художественных храмов Ангкора, и Та-Кео, первый храм Ангкора, построенный полностью из песчаника.
Десять лет конфликта последовали за смертью Джаявармана V. Три короля правили одновременно как антагонисты, пока Сурьяварман I (1006—1050) не получил трон:134–135. Сурьяварман I установил дипломатические отношения с династией Чола в Южной Индии. Сурьяварман I направил колесницу в подарок императору Чола Раджараджа Чола I. Его правление было отмечено неоднократными попытками его противников, чтобы свергнуть его и путем военных завоеваний. Сурьяварману удалось взять под свой контроль столицу кхмеров город Ангкор. В то же время Ангкор вступил в конфликт с царством Тамбралинга на Малайском полуострове. Пережив несколько нашествий своих врагов, Сурьяварман обратился за помощью к могущественному императору Чола Раджендре I из династии Чола против королевства Тамбралинга. В конечном счете это привело к тому, что империя Чола вступила в конфликт с империей Шривиджая. Война закончилась победой династии Чола и Кхмерской империи, а также крупными потерями для империи Шривиджая и королевства Тамбралинга. Этот союз также имел религиозный оттенок, поскольку и Чола, и Кхмерская империя были индуистскими шиваитами, в то время как Тамбралинга и Шривиджая были буддистами Махаяны. Есть некоторые указания на то, что до или после этих событий Сурьяварман I послал подарок, колесницу, Раджендре Чоле I, чтобы, возможно, облегчить торговлю или союз:136. Жена Сурьявармана I была Виралакшми, и после его смерти в 1050 году ему наследовал Удаядитьяварман II, который построил Бапуон и Западный Барай:135, 137–138. В 1074 году возник конфликт между Харшаварманом III и королем Тямпы Хариварманом IV:152.

### Золотой век
XII век был временем конфликтов и жестокой борьбы за власть. При Сурьявармане II (царствовавшем в 1113—1150 гг.) королевство внутренне объединилось:113 и за 37 лет был построен большой храм Ангкор-Ват, посвященный богу Вишну. На востоке его походы против Тямпы и Дайвьета были неудачными:114, хотя он разграбил Виджаю в 1145 году и сверг Джая Индравармана III:75–76. Кхмеры оккупировали Виджаю до 1149 года, когда они были изгнаны Джая Хариварманом I:160. Сурьяварман II послал миссию к династии Чола в Южной Индии и подарил драгоценный камень императору Чола Кулоттунга Чола I в 1114 году.
Затем последовал другой период, в течение которого короли правили недолго и были насильственно свергнуты своими преемниками. Наконец, в 1177 году столица была захвачена и разграблена в морском сражении на озере Тонле-Сап флотом тямов под командованием Джая Индравармана IV, и Трибхуванадитьяварман был убит:164:78.
Король Джаяварман VII (1181—1219 гг.) считался величайшим королём Камбоджи. Он уже был военачальником, будучи принцем при предыдущих королях. После того как тямы покорил Ангкор, он собрал армию и вернул себе столицу. Он взошёл на трон и продолжал войну против соседнего восточного королевства ещё 22 года, пока кхмеры не разгромили Тямпу в 1203 году и не завоевали большую часть его территории:170–171:79–80.
Джаяварман VII считается последним из великих королей Ангкора не только из-за своей успешной войны против тямов, но и потому, что он не был тираническим правителем, как его непосредственные предшественники. Он объединил империю и осуществил достойные внимания строительные проекты. Была построена новая столица, ныне называемая Ангкор Том (буквально: «великий город»). Была проложена обширная сеть дорог, соединявших каждый город империи, с домами отдыха, построенными для путешественников, и в общей сложности 102 больницами, установленными по всему его королевству:173, 176.
После смерти Джаявармана VII на престол взошёл его сын Индраварман II (1219—1243 гг.):180–181. Как и его отец, он был буддистом, и он завершил серию храмов, начатых под правлением его отца. Как воин он был менее успешен. В 1220 году, под растущим давлением все более могущественного Дайвьета и его союза с тямами, кхмеры отступили из многих провинций, ранее завоёванных у Тямпы. На Западе его тайские подданные восстали, основав первое тайское королевство в Сукхотаи и оттеснив кхмеров. В последующие 200 лет тайцы станут главными соперниками Камбоджи.
Индраварман II сменил Джаяварман VIII (правил 1243—1295). В отличие от своих предшественников, Джаяварман VIII был последователем индуистского шиваизма и агрессивным противником буддизма, уничтожив многие статуи Будды в империи и превратив буддийские храмы в индуистские храмы:133. Извне империи угрожали монголы под командованием генерала Хубилай-хана Согету (иногда известного как Сагату или соду), который был губернатором Гуанчжоу. Король избежал войны со своим могущественным противником, который правил всем Китаем, выплачивая ежегодную дань, начиная с 1285 года:192. Правление Джаявармана VIII закончилось в 1295 году, когда он был свергнут своим зятем Шриндраварманом (правил в 1295—1309 годах). Новый король был последователем буддизма Тхеравады, школы буддизма, которая прибыла в Юго-Восточную Азию из Шри-Ланки и впоследствии распространилась по большей части региона.
При Сурьявармане II страна ведёт разорительные войны против соседних монских государств в долине Менама и также против государства Тьямпа. Территория Камбуджадеши достигает наибольших размеров. Близ столицы воздвигается памятник камбоджийской архитектуры — храм Ангкор-Ват. С середины XII века Камбуджадеша, истощённая непрерывными войнами и огромными масштабами строительства, постепенно приходит в упадок. В течение 2-й половины XIII столетия её постоянно теснят с запада тайские племена. К XIV веку империя Камбуджадеша прекращает своё существование.

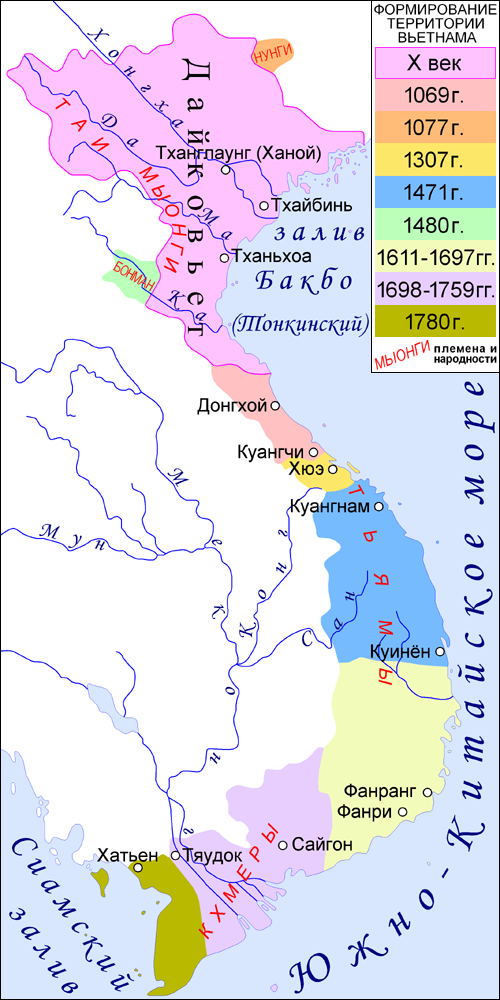
Захват Дайвьетом Тямпы и юга Камбоджи в XV—XVIII в.

## Административное деление
Известно очень мало: возможно, состояло из мелких княжеств, которые платили дань. Только в середине X века была введена система «округов». Округа подразделялись на различные по численности, от 20 до 90 человек, деревни (грама, срук), в каждой из которых был храм или часовня.

## Язык
Общество было двуязычным. Санскрит был языком власти и культуры, а кхмерский язык был языком простых жителей. Однако на практике оба языка могли использоваться одновременно в одной надписи. В итоге кхмерский язык эволюционировал, впитав многое из санскрита.

## Общество
Касты, как в Индии, у кхмеров неизвестны. На вершине иерархии были брахманы, внизу — слуги и рабы. Короли имели статус повелитель мира (чакравартина).
Кхмерская империя была основана на обширной сети сельскохозяйственных рисоводческих общин. В регионе существует чёткая иерархия поселений. Небольшие деревни были сосредоточены вокруг региональных центров, таких как Фимай, которые, в свою очередь, отправляли свои товары в большие города, такие как Ангкор, в обмен на другие товары, такие как керамика и предметы внешней торговли из Китая. Король и его чиновники отвечали за ирригационное управление и распределение воды, которое состояло из сложной серии гидравлической инфраструктуры, такой как каналы, рвы и массивные резервуары, называемые бараями. Общество было организовано в иерархии, отражающей индуистскую кастовую систему, где простолюдины — рисоводы и рыбаки — составляли подавляющее большинство населения. Кшатрии: члены королевской семьи, вельможи, военачальники, солдаты и воины — составляли правящую элиту и власть. Другие социальные классы включали браминов (жрецов), торговцев, ремесленников, таких как плотники и каменщики, гончаров, металлистов, золотых дел мастеров и ткачей тканей, в то время как на самом низком социальном уровне были рабы.
Обширные ирригационные проекты обеспечили излишки риса, которые могли бы поддержать большое население. Государственной религией был индуизм, но под влиянием культа Девараджи, возвысившего кхмерских царей как обладающих божественным качеством живых богов на земле, приписываемым воплощению Вишну или Шивы. В политике этот статус рассматривался как божественное оправдание царского правления. Культ позволил кхмерским королям приступить к масштабным архитектурным проектам, построив величественные памятники, такие как Ангкор-Ват и Байон, чтобы отпраздновать божественное правление короля на земле.

## Религия
Одновременно вполне мирно сосуществовали две индийские религии: брахманизм и буддизм. Причём, в начале истории государства наиболее популярным был брахманизм шиваистского толка. Лишь в XII веке власть установила буддизм (неопределённой ветви) официальной религией. Однако в архитектуре и письме именно Шива — наиболее часто упоминаемое божество.

## Внешняя политика
Во время образования империи кхмеры имели тесные культурные, политические и торговые связи с Явой и с империей Шривиджая, лежащей за южными морями кхмеров. В 851 году арабский купец по имени Сулейман записал случай, связанный с кхмерским королём и Махараджей Забадж. Он рассказал историю о кхмерском короле, который бросил вызов власти Махараджи Забадж. Говорили, что яванские Сайлендры устроили внезапное нападение на кхмеров, приблизившись к столице со стороны реки. Молодой король был позже наказан Махараджей, и впоследствии королевство стало вассалом династии Сайлендры:35. Забадж является арабской формой Джавака и может относиться к Яве или Шривиджае. Легенда, вероятно, описывает предшественника или начальную стадию кхмерского королевств под Яванским владычеством. Легенда о Махарадже Забадже была позже опубликована историком аль-Масуди в его книге 947 года «Луга золота и рудники драгоценных камней». Надпись Калади на Яве (c. 909 г.) упоминал Кмир (кхмерский народ или камбоджийский) вместе с Кампой (Чампа) и Рманом (Мон) как иностранцев из материковой Юго-Восточной Азии, которые часто приезжали на Яву торговать. Надпись предполагает, что между Камбоджей и Явой (королевство Мданг) была создана морская торговая сеть.
Арабские писатели IX и X веков едва ли упоминают этот регион иначе, чем из-за его отсталости, но они считали царя Аль-Хинда (Индия и Юго-Восточная Азия) одним из четырёх великих царей в мире. Правитель династии Раштракуты описывается как величайший царь Аль-Хинда, но даже меньшие цари Аль-Хинда, включая царей Явы, языческой Бирмы и кхмерских королей Камбоджи, неизменно изображаются арабами как чрезвычайно могущественные и вооружённые огромными армиями людей, лошадей и часто десятками тысяч слонов. Известно также, что они владели огромными сокровищами золота и серебра. Кхмерские правители установили отношения с династией Чола в Южной Индии.

## Правители
Правители Кхмерской империи:

Королевский флаг Камбоджи

- ок. 770—830: Джаяварман II (Парамешвара);
- ок. 839—877: Джаяварман III (Вишнулока);
- 877—889: Индраварман I (Ишваралока);
- 889—ок. 910: Яшоварман I (Парамашивалока);
- 910—923: Харшаварман I (Рудралока);
- 923—928: Ишанаварман II (Парамарудралока);
- 921—941: Джаяварман IV (Парамашивапада);
- 941—944: Харшаварман II (Брахмалока);
- 944—968: Раджендраварман II (Шивалока);
- 968—1000: Джаяварман V (Парамашивалока);
- 1001—1002: Удаядитьяварман I?;
- 1002—1006?: Джаявираварман?;
- 1001—1050: Сурьяварман I (Нирванапада);
- 1049—1066: Удаядитьяварман II?;
- 1066—1080: Харшаварман III (Шадашуварапада);
  - 1080—1113: Нрипатиндраварман;
  - 1080—1107: Джаяварман VI (Парамакаиваляпада);
- 1107—1113: Дхараниндраварман I (Параманишкалапада);
- 1113—ок. 1150: Сурьяварман II;
- 1150—1160: Дхараниндраварман II;
- 1160?—1165: Яшоварман II?;
- 1165—1177: Трибхуванадитьяварман (Махапараманирванапада);
- 1181—1218?: Джаяварман VII (Махапарамашуагата?);
- 1218?-1243: Индраварман II?;
- 1243—1295: Джаяварман VIII (отрёкся) (Парамешварапада);
- 1295—1307: Индраварман III?;
- 1307—1327: Индраджаяварман?;
- 1327—1336: Джаяварман IX или Джаяварман Парамешвара.